# Dollar

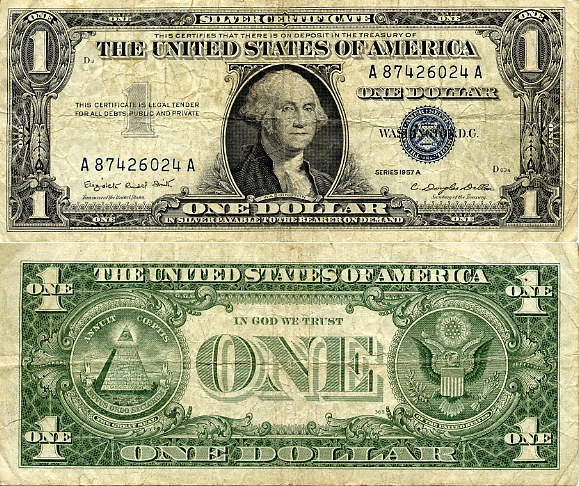
Dollarsedlar från USA.

Dollar (tyska Thaler eller Taler, spanska talar eller dolar) är från början namnet på gamla europeiska valutor i olika omskrivningar, exempelvis riksdaler eller tolar.
Ordet dollar härstammar från tyska daler. I början av 1500-talet hittade man stora mängder silver i Joachimsthal (Jáchymov) i Böhmen. Av detta silver producerade man mängder av silvermynt som gick under namnet Joachimsthaler, vilket senare förkortades till thaler.

## Aktuella valutor
Dollar med valutatecket $ eller   har använts som valuta i en rad länder, används idag i följande områden och länder:
| Område                         | Valuta               | ISO 4217 kod | Valutatecken | Införd    | Föregående valuta                         |
| ------------------------------ | -------------------- | ------------ | ------------ | --------- | ----------------------------------------- |
| Anguilla                       | Östkaribisk dollar   | XCD          | EC$          | 196?      | Brittisk Västindisk dollar                |
| Antigua och Barbuda            | Östkaribisk dollar   | XCD          | EC$          | 196?      | Brittisk Västindisk dollar                |
| Australien                     | Australisk dollar    | AUD          | AU$          | 1966      | Australiskt pund                          |
| Bahamas                        | Bahamansk dollar     | BSD          | BS$          | 1966      | Bahamanskt pund                           |
| Barbados                       | Barbadisk dollar     | BBD          | EC$          | 1972      | Östkaribisk dollar                        |
| Belize                         | Belizisk dollar      | BZD          | BZ$          | 1973      | Brittiska Honduras dollar                 |
| Bermuda                        | Bermudisk dollar     | BMD          | BD$          | 1970      | Bermudiska pundet                         |
| Brittiska Jungfruöarna         | Östkaribisk dollar   | XCD          | EC$          | 196?      | Brittisk Västindisk dollar                |
| Brunei                         | Bruneisk dollar      | BND          | B$           | 1967      | Malaysisk dollar / Brittisk Borneo dollar |
| Caymanöarna                    | Caymansk dollar      | KYD          | CI$          | 1972      | Jamaicansk dollar                         |
| Dominica                       | Östkaribisk dollar   | XCD          | EC$          | 1965      | Brittisk Västindisk dollar                |
| Ecuador                        | Amerikansk dollar    | USD          | US$          | 2000      | Sucre                                     |
| El Salvador                    | Amerikansk dollar    | USD          | US$          | 2001      | Salvadoransk colón                        |
| Fiji                           | Fijidollar           | FJD          | FJ$          | 1969      | Fijianskt pund                            |
| Grenada                        | Östkaribisk dollar   | XCD          | EC$          | 1965      | Brittisk Västindisk dollar                |
| Guyana                         | Guyansk dollar       | GYD          | GY$          | 1839      | Brittisk variant av Nederländska gulden   |
| Hongkong                       | Hongkongdollar       | HKD          | HK$          | 1937      |                                           |
| Jamaica                        | Jamaicansk dollar    | JMD          | JA$          | 1968      | Jamaicanskt pund                          |
| Kanada                         | Kanadensisk dollar   | CAD          | C$           | 1858      | Spansk dollar / flera andra               |
| Liberia                        | Liberiansk dollar    | LRD          | Lib$         | 1847      | Amerikansk dollar                         |
| Namibia                        | Namibisk dollar      | NAD          | N$           | 1993      | Rand                                      |
| Montserrat                     | Östkaribisk dollar   | XCD          | EC$          | 196?      |                                           |
| Nya Zeeland                    | Nyzeeländsk dollar   | NZD          | NZ$          | 1967–1969 | Nyzeeländskt pund                         |
| Saint Kitts och Nevis          | Östkaribisk dollar   | XCD          | EC$          | 1965      |                                           |
| Saint Lucia                    | Östkaribisk dollar   | XCD          | EC$          | 1965      |                                           |
| Saint Vincent och Grenadinerna | Östkaribisk dollar   | EC$          | XCD          | 1965      |                                           |
| Salomonöarna                   | Salomondollar        | SBD          | SI$          | 1975      | Australisk dollar                         |
| Singapore                      | Singaporiansk dollar | SGD          | S$           | 1967      | Malaysisk dollar / Brittisk Borneo dollar |
| Surinam                        | Surinamesisk dollar  | SRD          | S$           | 2004      | Surinamesisk gulden                       |
| Taiwan                         | Taiwanesisk dollar   | TWD          | NT$          | 1949      | Gammal taiwanesisk dollar                 |
| Trinidad och Tobago            | Trinidaddollar       | TTD          | TT$          | 1964      | Brittiskt västindiskt pund                |
| Tuvalu                         | Tuvaluansk dollar    | (AUD)        | TV$          | 1976      | Enbart lokala mynt                        |
| USA                            | Amerikansk dollar    | USD          | US$          | 1792      | Spansk dollar                             |
| Zimbabwe                       | Amerikansk dollar    | USD          | US$          | 2014      | Zimbabwisk dollar                         |